# Unión Deportiva Almería B
L'UD Almeria B és un club de futbol andalús, filial de l'UD Almeria. Milita en el Grup IX de la Tercera Divisió, i disputa els seus partits en el Camp Municipal Juan Rojas, a Almeria.

## Dades del club
- Temporades en 2a: Cap
- Temporades en 2a B: Cap
- Temporades en 3a : 6
- Millor lloc en la lliga: 8º (Tercera Divisió, temporades 2006/08)